# Eugenia Mandzhieva
Eugenia Mandzhieva (Евгения Манджиева, * 2. září 1985) je ruská modelka kalmyckého původu. Mimo jiné se objevila na obalu ruské mutace magazínu Vogue a také Vogue China. Jako modelka je spojována se značkami Jean-Paul Gaultier, Marc Jacobs, Hugo Boss, Vera Wang, Vivienne Westwood a dalších.
Byla i tváří kampaní Costume National, MAC Cosmetics, Vera Wang, Garnier, Diesel, Moschino či Uniqlo. V roce 2008, ji časopis Time zařadil mezi vycházející hvězdy modelingu. Je také zařazena do kontroverzní galerie extremely skinny celebrities na pro-anorektických webech.